# 弗州草莓
弗州草莓（学名：Fragaria virginiana）为蔷薇科草莓属的一种，是常见杂交种草莓（F. × ananassa）的两个亲本之一。它的自然种植区仅限北美的美国（包括阿拉斯加）以及加拿大。除此之外，英国也早在20世纪初便从美国引进了一种很受欢迎的变种"小红果"（Little Scarlet）。

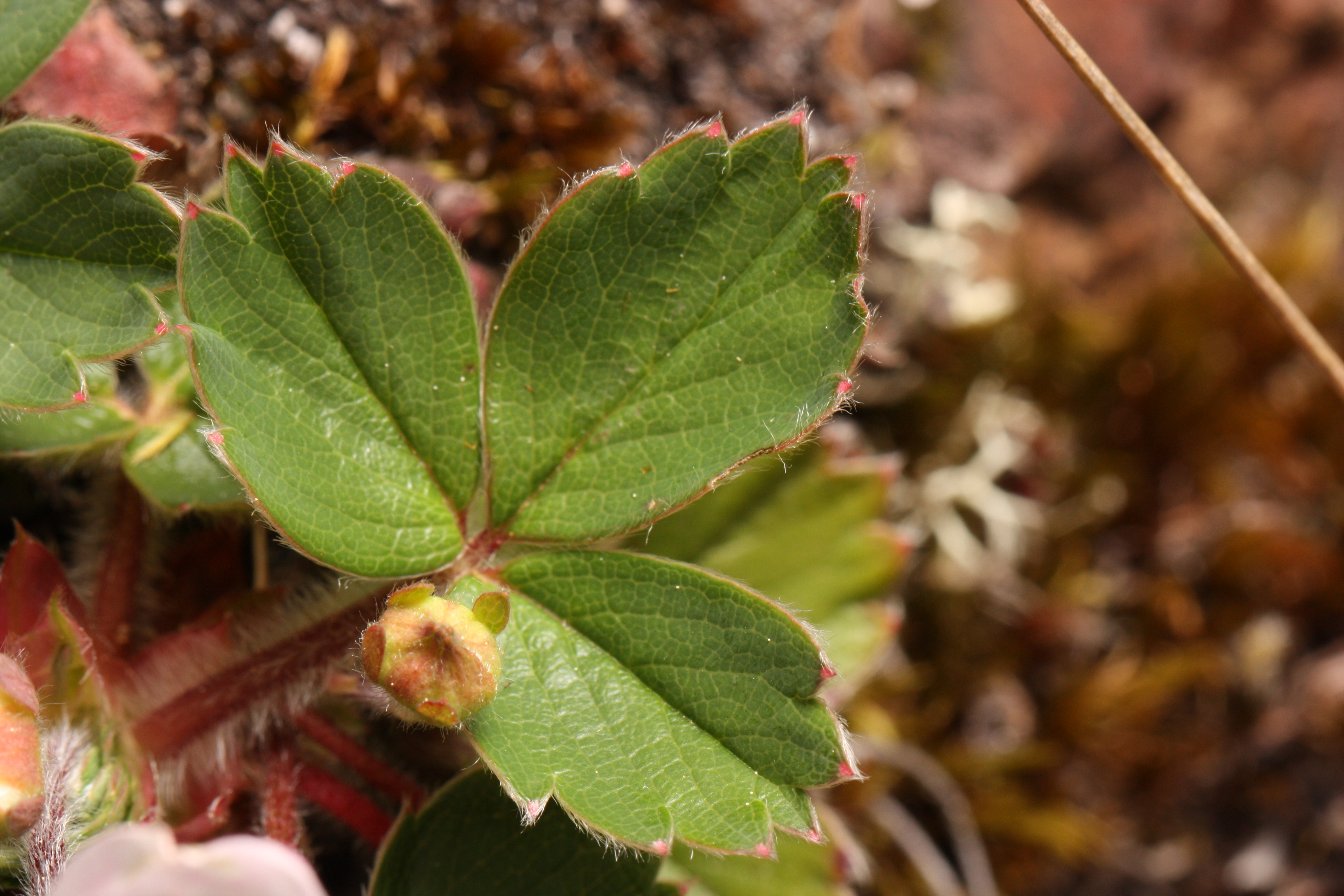
Fragaria virginiana var. platypetala usually has dense and spreading pubescence on flower and leaf stalks as illustrated by this individual.

## 亚种
现有四种已知亚种：
- 弗州草莓glauca亚种（学名为F. ovalis）
- 弗州草莓grayana亚种
- 弗州草莓platypetala亚种
- 弗州草莓virginiana亚种

## 細胞學
所有草莓基因都由一套或几套的7条单倍染色体组成. 作为八倍体的弗州草莓有八套单倍染色体, 共56条. 这八套染色体配成四组二象互异的染色体组, 组间基因没有配对. 

## 外部連結
- F. virginiana information from the GRIN Taxonomy Database （页面存档备份，存于）
- Jepson Manual Treatment （页面存档备份，存于）
- USDA Plants Profile （页面存档备份，存于）
- Photo gallery （页面存档备份，存于）